# Phaenandrogomphus
Phaenandrogomphus is een geslacht van libellen (Odonata) uit de familie van de rombouten (Gomphidae).

## Soorten
Phaenandrogomphus omvat 5 soorten:
- Phaenandrogomphus asthenes Lieftinck, 1964
- Phaenandrogomphus aureus (Laidlaw, 1922)
- Phaenandrogomphus dingavani (Fraser, 1924)
- Phaenandrogomphus tonkinicus (Fraser, 1926)
- Phaenandrogomphus yunnanensis Zhou, 1999